# Gołąbek ciemniejący
Gołąbek ciemniejący (Russula livescens  (Batsch) Bataille) – gatunek grzybów należący do rodziny gołąbkowatych (Russulaceae).

## Systematyka i nazewnictwo
Pozycja w klasyfikacji według Index Fungorum: Russula, Russulaceae, Russulales, Incertae sedis, Agaricomycetes, Agaricomycotina, Basidiomycota, Fungi.
Po raz pierwszy opisał go w 1786 r. August Johann Georg Karl Batsch, nadając mu nazwę Agaricus livescens. W 1908 r. Frédéric Bataille przeniósł go do rodzaju Russula.
Polską nazwę nadała Alina Skirgiełło w 1991 r.

## Morfologia
Kapelusz
Średnica 4–7 cm, wypukły z podwiniętym i prostym brzegiem, później płaskowypukły, na koniec z zagłębionym środkiem i klapowanym brzegiem. Brzeg krótko prążkowany. Powierzchnia szarawobrązowa, od sepii do brązowoochrowej, ciemniejsza w centrum. Skórka w stanie wilgotnym tłusta, później błyszcząca, dająca się oddzielić na ponad jednej trzeciej promienia lub nawet prawie do środka, pod lupą drobno chropowata, gładka lub drobno prążkowana z drobnymi ciemniejszymi płatkami lub promienistą chropowatością.
Blaszki
Dość gęste lub średnio gęste, cienkie, czasem nierówne, rozwidlone i zespolone w pobliżu trzonu, często o nieregularnym wyglądzie, miejscami nieco ostre i zakrzywione i prawie tępe na końcu, dość szerokie (4–9 mm), początkowo białe lub kremowobiałe, następnie brudnoszarawe, czasami z brązowymi lub rdzawymi plamami, zwłaszcza na krawędziach.
Trzon
Wysokość 2,5–4 cm, grubość 0,7–1,7 cm, mocny, a nawet twardy, czasem nieco rozszerzony pod blaszkami lub nieco pogrubiony u dołu, ale najczęściej cylindryczny, początkowo pełny, potem nieregularnie komorowaty. Powierzchnia biała lub biaława, czasem lekko brudnoszarawa i często nabiegła brązowo lub czerwono, zazwyczaj w dolnej części, pod blaszkami lekko oprószona, w innych miejscach drobno chropowata.
Miąższ
Mniej lub bardziej zwarty, dość cienki, początkowo biały, później w trzonie szarzejący lub brązowiejący. Zapach zazwyczaj owocowy, smak łagodny, słodkawy, ani nie mdlący, ani cierpki. W silnych zasadach i w amoniaku szczyt trzonu barwi się na czerwono.
Wysyp zarodników
Kremowy, zazwyczaj bardzo jasny.
Cechy mikroskopowe
Podstawki 30–52 × 8,5–11 µm. Bazydiospory 6,5–8,5 × 5–6,7 μm, odwrotnie jajowate, ornamentowane krótkimi, ziarnistymi grzebieniami i nieco siateczkowate, z pojedynczymi, niskimi brodawkami. Cystydy wrzecionowate, 70–9 × 7–11 µm, z długim i w kilku miejscach na szczycie rozdętym kończykiem, wyraźnie reagujące z sulfowaniliną.

## Występowanie i siedlisko
Występuje w Ameryce Południowej, Europie i Azji. Najwięcej stanowisk podano w Europie. Znany z niewielu stanowisk. W Polsce do 2003 r. podano 4 stanowiska, w późniejszych latach podano następne. Na Czerwonej liście roślin i grzybów Polski ma status I – gatunek o nieokreślonym zagrożeniu.
Naziemny grzyb mykoryzowy występujący w lasach liściastych i mieszanych z sosnami, szczególnie na lekko wilgotnych obszarach trawiastych, wzdłuż dróg.
Grzyb jadalny.